# Жук, Александр Владимирович
Алекса́ндр Влади́мирович Жук (1917—2008) — советский, российский архитектор, педагог . Лауреат Государственной премии СССР (1974). Народный архитектор СССР (1991).

## Биография
Александр Жук родился 5 (18) июня 1917 года в Киеве в еврейской семье бухгалтера.
В 1930 году семья переехала в Ленинград, где он окончил Советскую единую трудовую школу (СЕТШ) № 28 (1934) и поступил на архитектурный факультет Ленинградского института живописи, скульптуры и архитектуры, где учился в мастерской Л. В. Руднева. В 1940 году окончил институт, получив звание «архитектор-художник».
Осенью 1940 года был призван на службу в РККА. Война застала его во Львове. На фронте был с самых первых её дней.
На момент ранения и последовавшего вслед попадания в плен был сержантом 48 инжбата 37-й Армии. Совершил побег из немецкого плена, в котором чудом выжил. Затем скрывался в сёлах оккупированных земель, перешёл на сторону советских войск только на Северном Кавказе в январе 1943 года. Был помещён в спецлагерь № 261 НКВД в Георгиевске и проверен. Был отпущен и демобилизован по ранению и в 1944 году вернулся в Ленинград.
В 1946 году награждён Орденом Славы III степени. В наградном листе было указано, что сержант Жук А. В. был командиром отделения 48 инженерного батальона 37 Армии, и «23 сентября 1941 г. при обороне в районе г. Киева был тяжело ранен двумя пулями в правую руку».
С этого времени работал в институте «Ленпроект», сначала в мастерской Е. А. Левинсона и И. И. Фомина, а с 1954 года руководил собственной мастерской. Одной из задач его мастерской в 50-е годы в Ленпроекте было проектирование застройки Кировского района.
С 1949 года постоянно вёл педагогическую работу в Институте живописи, скульптуры и архитектуры им. И. Е. Репина. В 1988—2003 годах был заведующим кафедрой архитектуры, с 1973 по 2008 — руководителем персональной (учебной) мастерской Института. Профессор (1984).
Действительный член АХ СССР с 1988 года. Почётный член Международной Академии архитектуры (1992). Почётный член Академии архитектуры и строительных наук. Член Союза архитекторов СССР (с 1956), член Центрального правления (1964—1991).
В 1989 году избран народным депутатом СССР(1989—1991) от Ленинградской организации Союза архитекторов СССР.
Скончался 4 января 2008 года в Санкт-Петербурге. Похоронен на Комаровском кладбище.

## Награды и звания
- Заслуженный архитектор РСФСР (1969) — за заслуги в области советской архитектуры[2]
- Народный архитектор СССР (1991) — за большие заслуги в развитии советской архитектуры, плодотворную педагогическую и общественную деятельность[3]
- Государственная премия СССР в области литературы, искусства и архитектуры (1974) — за архитектуру вокзала аэропорта «Пулково» в Ленинграде[4]
- Орден Почёта (1998) — за заслуги перед государством, большой вклад в укрепление дружбы и сотрудничества между народами, многолетнюю плодотворную деятельность в области культуры и искусства[5]
- Орден Отечественной войны I степени (1985) — за храбрость, стойкость и мужество, проявленные в борьбе с немецко-фашистскими захватчиками, и в ознаменование 40-летия победы советского народа в Великой Отечественной войне 1941—1945 годов[6]
- Орден Трудового Красного Знамени (1958)
- Орден «Знак Почёта» (1955) — за успешное окончание строительства первой очереди Ленинградского метрополитена имени В. И. Ленина и достижения в области дальнейшего развития метростроения[7]
- Орден Славы III степени (1947) — за отвагу и храбрость, проявленные в боях с немецкими захватчиками в Великой Отечественной войне[8]
- Благодарность Законодательного собрания Санкт-Петербурга (2002) — за существенный вклад в развитие культуры и искусства в Санкт-Петербурге[9]

## Проекты

### Жилые дома
- Комплексы малоэтажных домов возле станции Удельная, на Белевском поле
- Пятиэтажный жилой дом на Большом Сампсониевском, 94 (1951)
- Проект застройки участка Краснопутиловской улицы (осуществлён в 1963 году) — совместно с В. А. Каменским и Н. З. Матусевичем. Это один из первых городских ансамблей крупнопанельного домостроения.

### Станции метро
С начала проектирования первой линии ленинградского метрополитена архитектор активно участвовал в творческих конкурсах на проектирование станций метро. Первой конкурсной работой был проект станции метро «Пушкинская», выполненный архитектором в 1946 году совместно с супругой Верой Михайловной. Победителями в этом конкурсе стали московский архитектор Л. М. Поляков и ленинградский архитектор В. А. Петров.
Впоследствии по проектам архитектора были построены:
- Подземный зал и вестибюль станции метро «Владимирская» — 1955 год (совместно с Г. И. Александров, А. И. Прибульский)
- Подземный зал станции метро «Чернышевская» — 1958 год (совместно с С. Г. Майофис)
- Подземный зал станции метро «Выборгская» — 1975 год (совместно с В. Ф. Дроздов, Е. А. Жук)
- Подземный зал станции метро «Достоевская» — 1991 год (совместно с А. Д. Токмань)
- Проект реконструкции подземного зала станции метро «Владимирская» — 1991 год (совместно с А. И. Прибульский, А. Д. Токмань)

### Общественные здания
- Здание Театра юного зрителя (ТЮЗ) на Пионерской площади — 1962 год с реализованным решением генерального плана парка на месте бывшего Семёновского плаца
- Ленинградский аэровокзал (Пулково−1) — 1965—1972 (арх. Ж. М. Вержбицкий, А. В. Жук, В. Н. Семеновская, Л. К. Модзалевская, О. А. Угрюмова, Г. М. Вланин) — Государственная премия СССР (1974)
- Большой концертный зал «Октябрьский» — 1967 год (арх. В. А. Каменский, Ж. М. Вержбицкий, А. В. Жук, инж. Е. Б. Галкин, Н. В. Максимов)
- Дом приёмов на берегу Малой Невки на Каменном острове — в соавторстве с В. А. Каменским.
- Инженерно-лабораторный комплекс НИИ галургии (проспект Народного Ополчения, 2) (1970-е годы). Здание ориентировано на Ленинский проспект и на проспект Народного Ополчения
- Торгово-бытовой центр (ул. Маршала Казакова, 1) — в соавторстве с В. Ф. Дроздовым (1977)
- Реконструкция здания по адресу Караванная ул., 12 под размещение Ленинградского отделения союза кинематографистов и кинотеатра «Родина» в Санкт-Петербурге (1959).

### Мосты
- Мост Александра Невского — 1960—1965 годы. Авторы проекта — главный инженер А. С. Евдонин, инженеры К. П. Клочков, Г. М. Степанов, архитекторы — А. В. Жук, Ю. И. Синица.

## Литературная деятельность. Книга «Начало»
В трёх номерах журнала «Нева» за 1995 год была впервые опубликована часть воспоминаний архитектора о Великой Отечественной войне под названием «Начало». Затем книга издается самостоятельно отдельным тиражом.

## Память
В июне 2017 года в Санкт-Петербургском отделении Союза архитекторов России состоялась выставка, посвящённая 100-летию архитектора.